# Air China Cargo
Air China Cargo — грузовая авиакомпания Китая со штаб-квартирой в городе Пекин, работающая в сфере перевозок по 36 городам в 27 странах мира. Является дочерним предприятием магистральной авиакомпании Air China.
Портом приписки перевозчика и его главным транзитным узлом (хабом) является международный аэропорт Пекин Столичный, в качестве ещё двух хабов используются международный аэропорт Шанхай Пудун и международный аэропорт Гуанчжоу Байюнь.

## История
Авиакомпания Air China Cargo была образована 12 декабря 2003 года и в том же году начала операционную деятельность. 51 % собственности компании принадлежит Air China, 25 % — CITIC Pacific и 24 % акций находится в распоряжении Столичного аэропорта Пекина. В марте 2007 года в Air China Cargo работало 1818 сотрудников.
В мае 2011 года руководство компаний Air China и Cathay Pacific объявили о слиянии их грузовых подразделений под общее управление авиакомпании Air China Cargo.

## Маршрутная сеть
В марте 2012 года сеть маршрутная международных регулярных рейсов авиакомпании Air China Cargo охватывала следующие пункты назначений:
- Китай
  - Пекин — международный аэропорт Пекин Столичный — хаб
  - Чэнду — международный аэропорт Шуанлю
  - Чунцин — международный аэропорт Чунцин Цзянбэй
  - Гуанчжоу — международный аэропорт Гуанчжоу Байюнь — хаб
  - Шанхай — международный аэропорт Шанхай Пудун — хаб
- Гонконг
  - международный аэропорт Чхеклапкок
- Дания
  - Копенгаген — аэропорт Копенгаген
- Франция
  - Париж — аэропорт Париж Шарль-де-Голль[4]
- Германия
  - Франкфурт-на-Майне — аэропорт Франкфурт-на-Майне
- Индия
  - Ченнаи — международный аэропорт Ченнаи[5]
- Япония
  - Осака — международный аэропорт Кансай
  - Токио — международный аэропорт Нарита
- Китайская Республика
  - Тайбэй — международный аэропорт Тайвань Таоюань
- США
  - Анкоридж — международный аэропорт Анкоридж имени Теда Стивенса
  - Чикаго — Международный аэропорт О’Хара
  - Даллас — международный аэропорт Даллас/Форт-Уэрт
  - Лос-Анджелес — международный аэропорт Лос-Анджелес
  - Нью-Йорк — Международный аэропорт имени Джона Кеннеди

## Флот
По состоянию на июнь  2018 года флот авиакомпании Air China Cargo составляли следующие самолёты: